# Лобзово (Поморське воєводство)
Лобзово (пол. Łobzowo) — село в Польщі, у гміні Колчиґлови Битівського повіту Поморського воєводства.
Населення — 288 осіб (2011).
У 1975-1998 роках село належало до Слупського воєводства.

## Демографія
Демографічна структура станом на 31 березня 2011 року:
|          | Загалом | Допрацездатний вік | Працездатний вік | Постпрацездатний вік |
| -------- | ------- | ------------------ | ---------------- | -------------------- |
| Чоловіки | 147     | 33                 | 107              | 7                    |
| Жінки    | 141     | 39                 | 73               | 29                   |
| Разом    | 288     | 72                 | 180              | 36                   |